# Мельничук Степан Васильович
Степа́н Васи́льович Мельничу́к (нар. 14 січня 1948, с. Топорівці, Новоселицький район, Чернівецька область) — український вчений, педагог, Заслужений діяч науки і техніки України.

## Біографія
Закінчив у 1970 році фізичний факультет Чернівецького національного університету імені Юрія Федьковича. Продовжив навчання у цьому ж університеті в аспірантурі.
Трудовий шлях почав 1973 на посаді інженера, молодшого наукового співробітника Чернівецького відділення інституту напівпровідників НАН України.
Після захисту кандидатської дисертації (1976) — старший викладач, доцент кафедри теоретичної фізики.
Після захисту у 1991 р. докторської дисертації обійняв посаду професора цієї ж кафедри.
З 2001 року проректор з наукової роботи Чернівецького університету. 

У вересні 2004 року професора С. Мельничука призначено на посаду першого проректора, а в березні 2005 року — обрано ректором Чернівецького національного університету імені Юрія Федьковича.
Веде активну роботу щодо оптимізації навчально-виховного процесу університету. 

Відновив роботу коледжу при університеті, відкрив його філію у м. Новодністровську, реорганізовано кафедри на економічному, філософсько-теологічному факультетах і факультеті історії, політології та міжнародних відносин.
Мельничук С. В. є членом Акредитаційної комісії України.

## Наукова та педагогічна діяльність
Професор, доктор фізико-математичних наук Мельничук Степан Васильович є завідувачем кафедри комп'ютерних систем та мереж, голова Спеціалізованої вченої ради із захисту кандидатських і докторських дисертацій з фізико-математичних наук Чернівецького університету.

Науковий керівник 10 кандидатських і однієї докторської дисертації.

Тематика наукових досліджень: локалізовані стани в електронних і коливних спектрах легованих напівпровідників, напівмагнітні напівпровідники, короткоперіодичні напівпровідникові надгратки.

Він автор і співавтор 172 наукових праць (в тому числі — 47 в зарубіжних виданнях): монографії, статей, підручника та кількох навчальних посібників для студентів ВНЗ, двох підручників для учнів середньої школи.

Коло наукових інтересів охоплює питання математичного моделювання фізичних характеристик напівпровідникових матеріалів і структур, які використовуються для елементів та пристроїв обчислювальної і електронної, в тому числі інфрачервоної, техніки, що відображено у монографії, виданій зі співавторами у 2000 році видавництвом «Іван Федоров» (Київ): «Телурид кадмію: домішково-дефектні стани та детекторні властивості».

## Нагороди
- Заслужений діяч науки і техніки України
- Нагрудний знак МОН України «Відмінник освіти»
- Медаль «На славу Чернівців»